# Rajon Laniwzi
Der Rajon Laniwzi (ukrainisch Лановецький район/Lanowezkyj rajon; russisch Лановецкий район/Lanowezki rajon) war ein ukrainischer Rajon in der Oblast Ternopil.

## Geographie
Der Rajon lag im Nordosten der Oblast Ternopil, er grenzte im Norden an den Rajon Schumsk, im Nordosten an den Rajon Bilohirja (Oblast Chmelnyzkyj), im Osten an den Rajon Teofipol (Oblast Chmelnyzkyj), im Südosten auf einem kurzen Stück an den Rajon Wolotschysk (Oblast Chmelnyzkyj), im Süden an den Rajon Pidwolotschysk sowie im Südwesten und Westen an den Rajon Sbarasch.
Das ehemalige Rajonsgebiet liegt im Podolischen Hochland (höchste Erhebung mit 362 Metern bei Schuly), die südöstlichen Teile gehören schon zur westukrainischen Steppenzone. Durch das Gebiet fließt der Horyn sowie dessen Nebenfluss Schyrak, der Horyn ist beim Ort Borsuky durch den Borsuky-Stausee angestaut.

## Geschichte
Der Rajon wurde am 17. Januar 1940 nach der Annexion Ostpolens durch die Sowjetunion gegründet, kam dann nach dem Beginn des Deutsch-Sowjetischen Krieges im Juni 1941 ins Reichskommissariat Ukraine in den Generalbezirk Brest-Litowsk/Wolhynien-Podolien, Kreisgebiet Kremianez und nach der Rückeroberung 1944 wieder zur Sowjetunion in die Ukrainische SSR. Ende 1962 wurden ihm im Norden Teile des aufgelösten Rajons Welyki Dederkaly (bis 1944 Rajon Katrynburg) zugeschlagen, seit 1991 ist er Teil der heutigen Ukraine.
Am 17. Juli 2020 kam es im Zuge einer großen Rajonsreform zum Anschluss des Rajonsgebietes an den Rajon Kremenez.

## Administrative Gliederung
Auf kommunaler Ebene war der Rajon in 1 Stadtratsgemeinde, 18 Landratsgemeinden und 1 Landgemeinde unterteilt, denen jeweils einzelne Ortschaften untergeordnet waren.
Zum Verwaltungsgebiet gehörten:
- 1 Stadt
- 52 Dörfer

### Stadt
| Städte                   | Städte     | Städte            | Städte   |
| Name                     | Name       | Name              | Name     |
| ukrainisch transkribiert | ukrainisch | russisch          | polnisch |
| ------------------------ | ---------- | ----------------- | -------- |
| Laniwzi                  | Ланівці    | Лановцы (Lanowzy) | Łanowce  |

### Dörfer
| Dörfer                   | Dörfer          | Dörfer                                  | Dörfer           | Dörfer            |
| Name                     | Name            | Name                                    | Name             | Gemeindezuordnung |
| ukrainisch transkribiert | ukrainisch      | russisch                                | polnisch         | Gemeindezuordnung |
| ------------------------ | --------------- | --------------------------------------- | ---------------- | ----------------- |
| Bereschanka              | Бережанка       | Бережанка                               | Bereżanka        | Bereschanka       |
| Bilosirka                | Білозірка       | Белозирка (Belosirka)                   | Białozórka       | Bilosirka         |
| Borsuky                  | Борсуки         | Барсуки (Barsuky)                       | Borsuki          | Borsuky           |
| Borschtschiwka           | Борщівка        | Борщовка (Borschtschowka)               | Borszczówka      | Borsuky           |
| Buhliw                   | Буглів          | Буглов (Buglow)                         | Buhłów           | Buhliw            |
| Hrybowa                  | Грибова         | Грибовая (Gribowaja)                    | Grzybowa         | Hrynky            |
| Hrynky                   | Гриньки         | Гриньки (Grinki)                        | Hryńki           | Hrynky            |
| Iwankiwzi                | Іванківці       | Иванковцы (Iwankowzy)                   | Jankowce         | Iwankiwzi         |
| Jakymiwzi                | Якимівці        | Акимовцы (Akimowzy)                     | Jakimowce        | Laniwzi           |
| Juskiwzi                 | Юськівці        | Юськовцы (Juskowzy)                     | Juśkowce         | Laniwzi           |
| Karpnatschiwka           | Карначівка      | Карначевка (Karpnatschewka)             | Kornaczówka      | Karpnatschiwka    |
| Korostowa                | Коростова       | Коростова                               | Korostowa        | Petschirna        |
| Korschkiwzi              | Коржківці       | Коржковцы (Korschkowzy)                 | Kuśkowce         | Wereschaky        |
| Kosatschky               | Козачки         | Козачки (Kosatschki)                    | Kozaczki         | Hrynky            |
| Krasnoluka               | Краснолука      | Краснолука                              | Krasnołuka       | Laniwzi           |
| Kutyska                  | Кутиска         | Кутыска                                 | Kutyski          | Petschirna        |
| Ljulynzi                 | Люлинці         | Люлинцы (Ljulinzy)                      | Lulińce          | Buhliw            |
| Lopuschne                | Лопушне         | Лопушное (Lopuschnoje)                  | Łopuszno         | Lopuschne         |
| Mala Bilka               | Мала Білка      | Малая Белка (Malaja Belka)              | Białka Mała      | Mala Bilka        |
| Mala Karnatschiwka       | Мала Карначівка | Малая Карначевка (Malaja Karnatschewka) | Kornaczówka      | Wanschuliw        |
| Mala Snihuriwka          | Мала Снігурівка | Малая Снегуровка (Malaja Snegurowka)    | Oryszkowce       | Snihuriwka        |
| Mali Kuskiwzi            | Малі Кусківці   | Малые Кусковцы (Malyje Kuskowzy)        | Kuśkowce Małe    | Laniwzi           |
| Manewe                   | Маневе          | Маневое (Manewoje)                      | Maniów           | Snihuriwka        |
| Martyschkiwzi            | Мартишківці     | Мартышковцы (Martyschkowzy)             | Martyszkowce     | Mala Bilka        |
| Molotkiw                 | Молотків        | Молотков (Molotkow)                     | Mołotków         | Molotkiw          |
| Moskaliwka               | Москалівка      | Москалевка (Moskalewka)                 | Moskalówka       | Moskaliwka        |
| Mychajliwka              | Михайлівка      | Михайловка (Michailowka)                | Michałówka       | Laniwzi           |
| Napadiwka                | Нападівка       | Нападовка (Napadowka)                   | Napadówka        | Borsuky           |
| Ohryskiwzi               | Огризківці      | Огрызковцы (Ogryskowzy)                 | Ohryzkowce       | Buhliw            |
| Oryschkiwzi              | Оришківці       | Оришковцы (Orischkowzy)                 | Oryszkowce       | Laniwzi           |
| Ossnyky                  | Осники          | Осники (Osniki)                         | Ośniki           | Molotkiw          |
| Pachynja                 | Пахиня          | Пахиня (Pachinja)                       | Pachinia         | Lopuschne         |
| Peredmirka               | Передмірка      | Передмирка                              | Peredmirka       | Borsuky           |
| Petschirna               | Печірна         | Печорна (Petschorna)                    | Pieczarna        | Petschirna        |
| Plyska                   | Плиска          | Плиска (Pliska)                         | Pliska           | Moskaliwka        |
| Sahirzi                  | Загірці         | Загорцы (Sagorzy)                       | Zahorce          | Sahirzi           |
| Schukiwzi                | Жуківці         | Жуковцы (Schukowzy)                     | Żukowce          | Bereschanka       |
| Schuschkiwzi             | Шушківці        | Шушковцы (Schuschkowzy)                 | Szuszkowce       | Bilosirka         |
| Schyly                   | Шили            | Шилы (Schily)                           | Szyły            | Karpnatschiwka    |
| Snihuriwka               | Снігурівка      | Снегуровка (Snegurowka)                 | Śnihorówka       | Snihuriwka        |
| Sokoliwka                | Соколівка       | Соколовка (Sokolowka)                   | Sokołówka        | Wyschhorodok      |
| Syniwzi                  | Синівці         | Синевцы (Sinewzy)                       | Siniowce         | Borsuky           |
| Tatarynzi                | Татаринці       | Татаринцы (Tatarinzy)                   | Tatarzyńce       | Laniwzi           |
| Tschajtschynzi           | Чайчинці        | Чайчинцы (Tschaitschinzy)               | Czajczyńce       | Tschajtschynzi    |
| Wanschuliw               | Ванжулів        | Ванжулов (Wanschulow)                   | Wanżułów         | Wanschuliw        |
| Welyka Bilka             | Велика Білка    | Великая Белка (Welikaja Belka)          | Białka Wielka    | Mala Bilka        |
| Welyki Kuskiwzi          | Великі Кусківці | Великие Кусковцы (Welikije Kuskowzy)    | Kuśkowce Wielkie | Borsuky           |
| Werbowez                 | Вербовець       | Вербовец                                | Wierzbowiec      | Werbowez          |
| Wereschaky               | Верещаки        | Верещаки (Wereschtschaki)               | Wereszczaki      | Wereschaky        |
| Wlaschynzi               | Влащинці        | Влащинцы (Wlaschtschinzy)               | Właszczyńce      | Wlaschynzi        |
| Wolyzja                  | Волиця          | Волица (Woliza)                         | Wolica           | Laniwzi           |
| Wyschhorodok             | Вишгородок      | Вышгородок (Wyschgorodok)               | Wyszogródek      | Wyschhorodok      |